# Jelena Grigorjewna Rudkowskaja
Jelena Grigorjewna Rudkowskaja (russisch Елена Григорьевна Рудковская; * 21. April 1973 in Gomel) ist eine ehemalige russische Schwimmerin.
Ihre größten Erfolge konnte sie zu Beginn der 1990er Jahre feiern. Bei den Europameisterschaften 1991 wurde sie Doppeleuropameisterin über 100 und 200 m Brust. Bei den Olympischen Spielen 1992 in Barcelona wurde sie über 100 m Brust Olympiasiegerin und gewann mit der Lagenstaffel die Bronzemedaille.